# Bursa (mollusque)
Pour les articles homonymes, voir Bursa (homonymie).
Genre
Bursa est un genre de mollusques de la classe des gastéropodes et de la famille des Bursidae.

## Liste d'espèces
Selon World Register of Marine Species (6 septembre 2014) :
- Bursa asperrima Dunker, 1862
- Bursa awatii Ray, 1949
- Bursa bufonia (Gmelin, 1791)
- Bursa condita (Gmelin, 1791)
- Bursa corrugata (Perry, 1811)
- Bursa cruentata (G. B. Sowerby II, 1835)
- Bursa davidboschi Beu, 1987
- Bursa fosteri Beu, 1987
- Bursa granularis (Röding, 1798)
- Bursa grayana Dunker, 1862
- Bursa humilis Beu, 1981
- Bursa lamarckii (Deshayes, 1853)
- Bursa latitudo Garrard, 1961
- Bursa lucaensis Parth, 1991
- Bursa luteostoma (Pease, 1861)
- Bursa natalensis Coelho & Matthews, 1970
- Bursa quirihorai Beu, 1987
- Bursa ranelloides (Reeve, 1844)
- Bursa rhodostoma (G. B. Sowerby II, 1835)
- Bursa rosa (Perry, 1811)
- Bursa rugosa (G. B. Sowerby II, 1835)
- Bursa scrobilator (Linnaeus, 1758)
- Bursa tuberosissima (Reeve, 1844)
- Bursa verrucosa (G. B. Sowerby I, 1825)

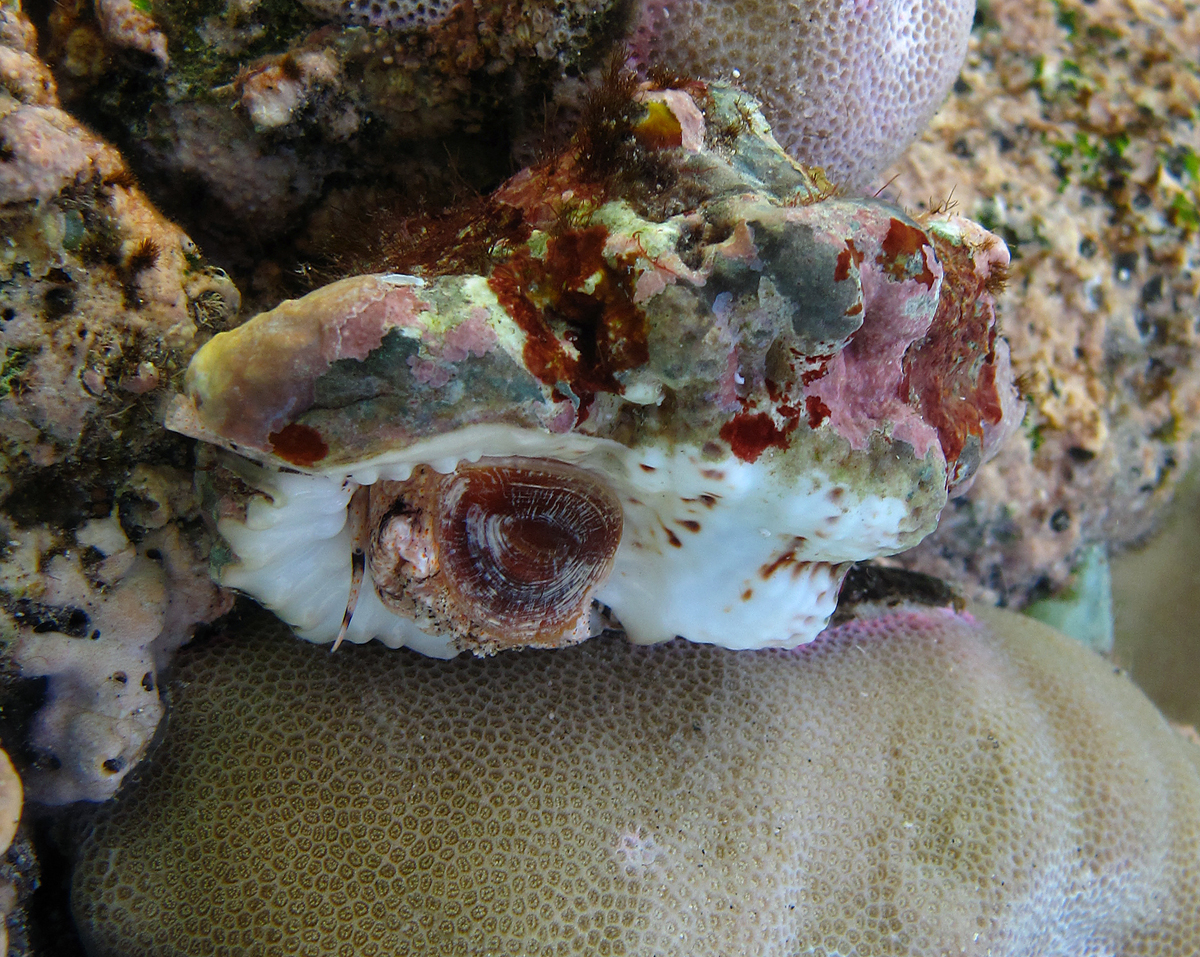
Bursa bufonia
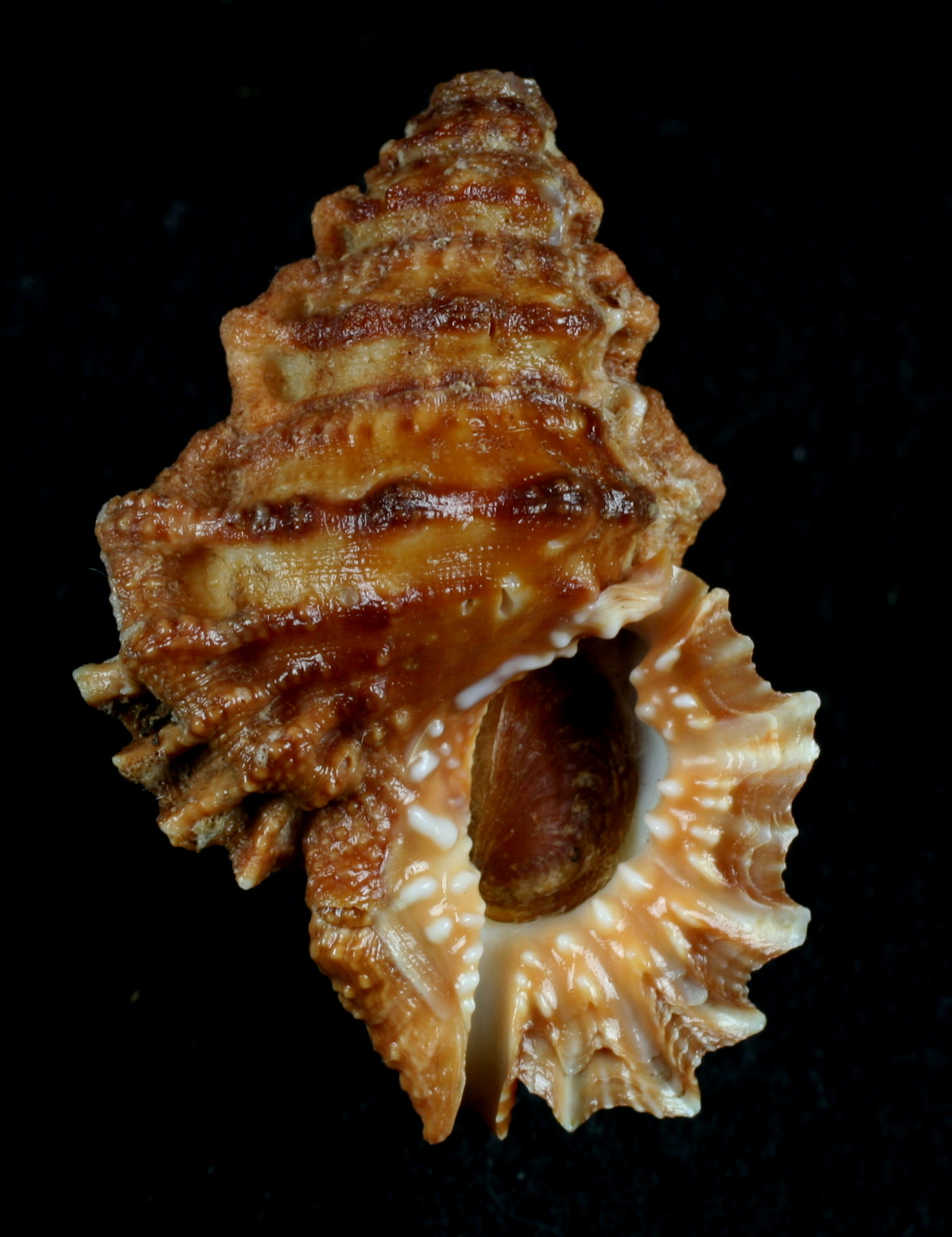
Bursa corrugata
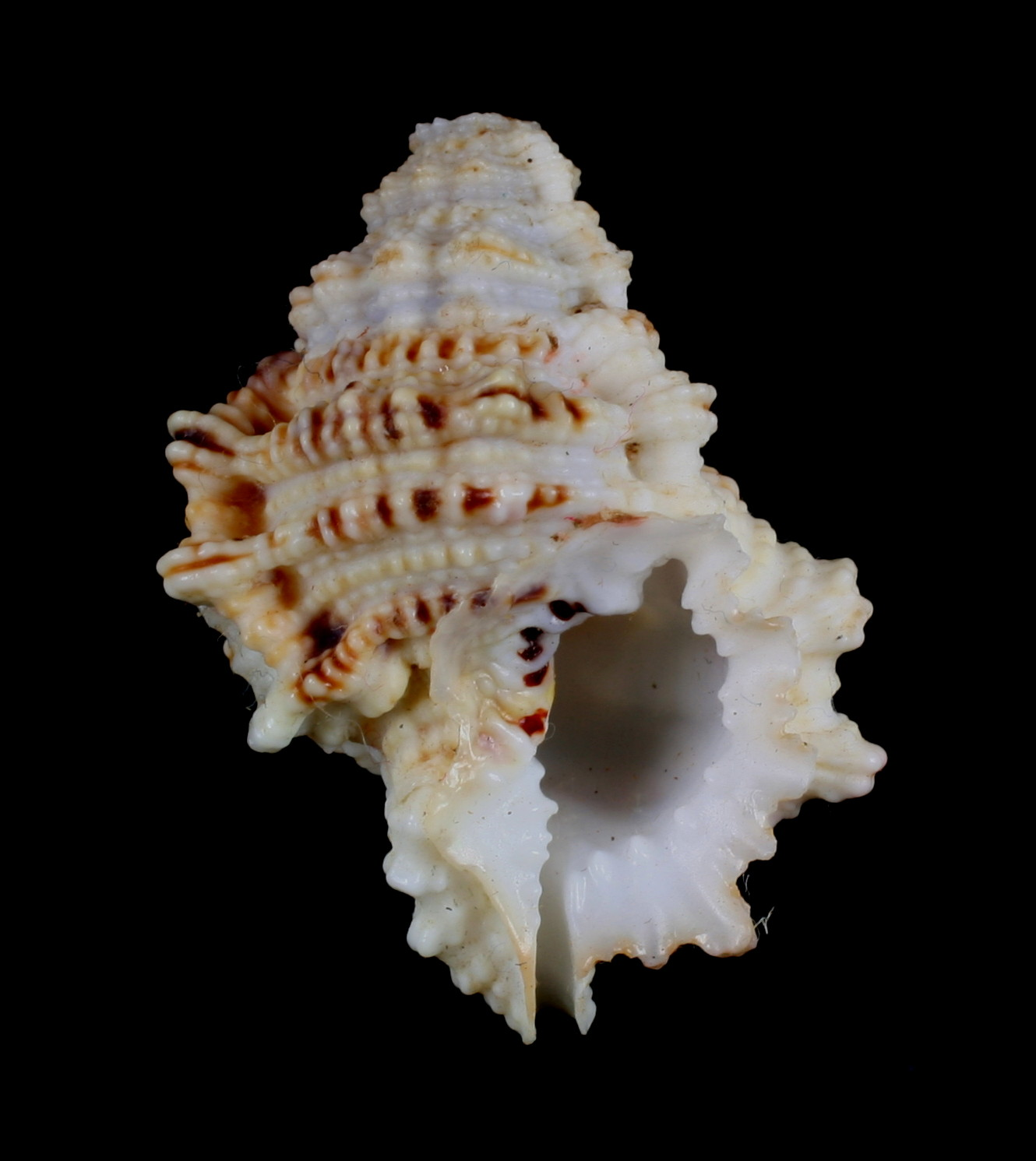
Bursa cruentata
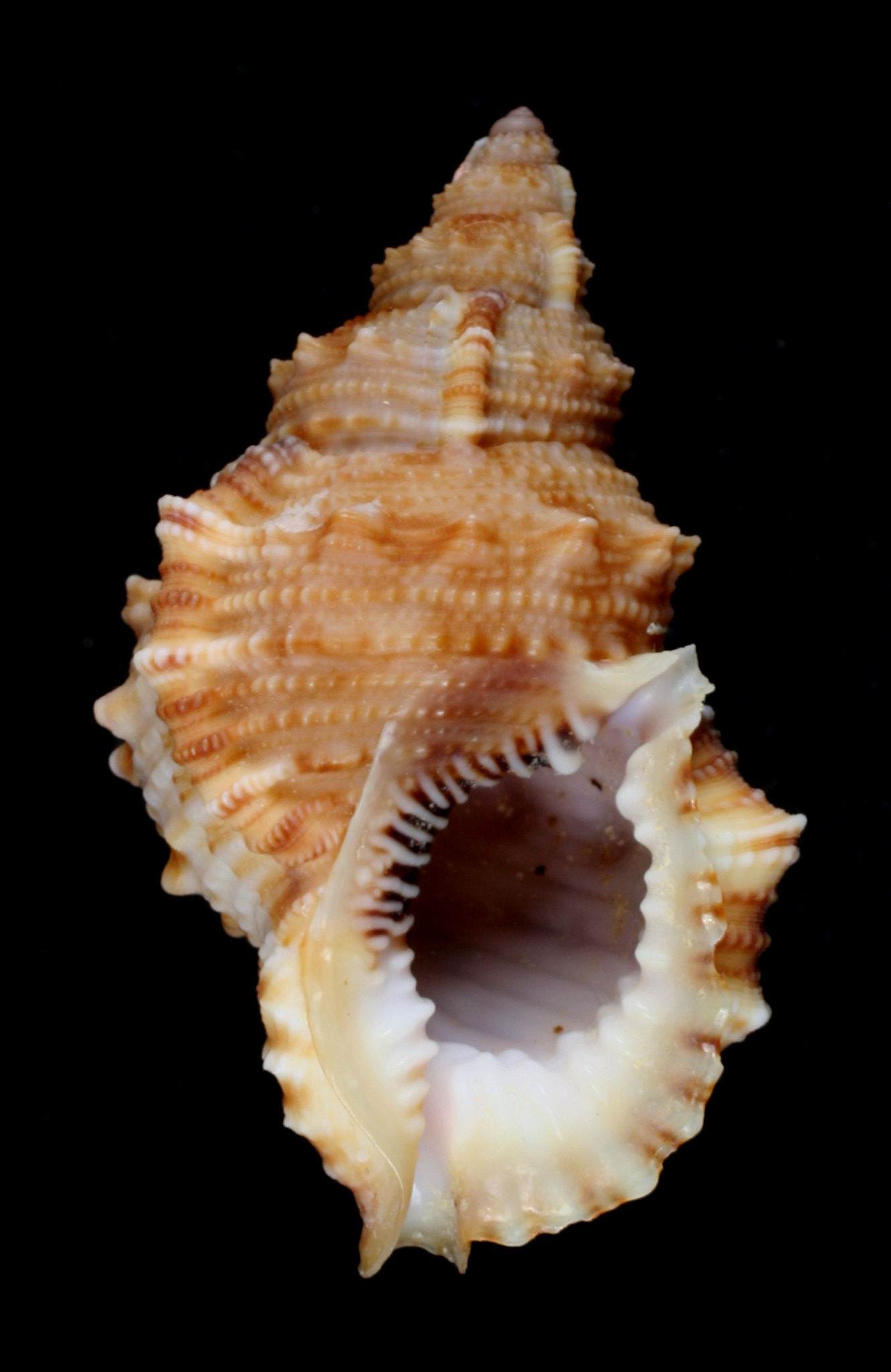
Bursa fosteri
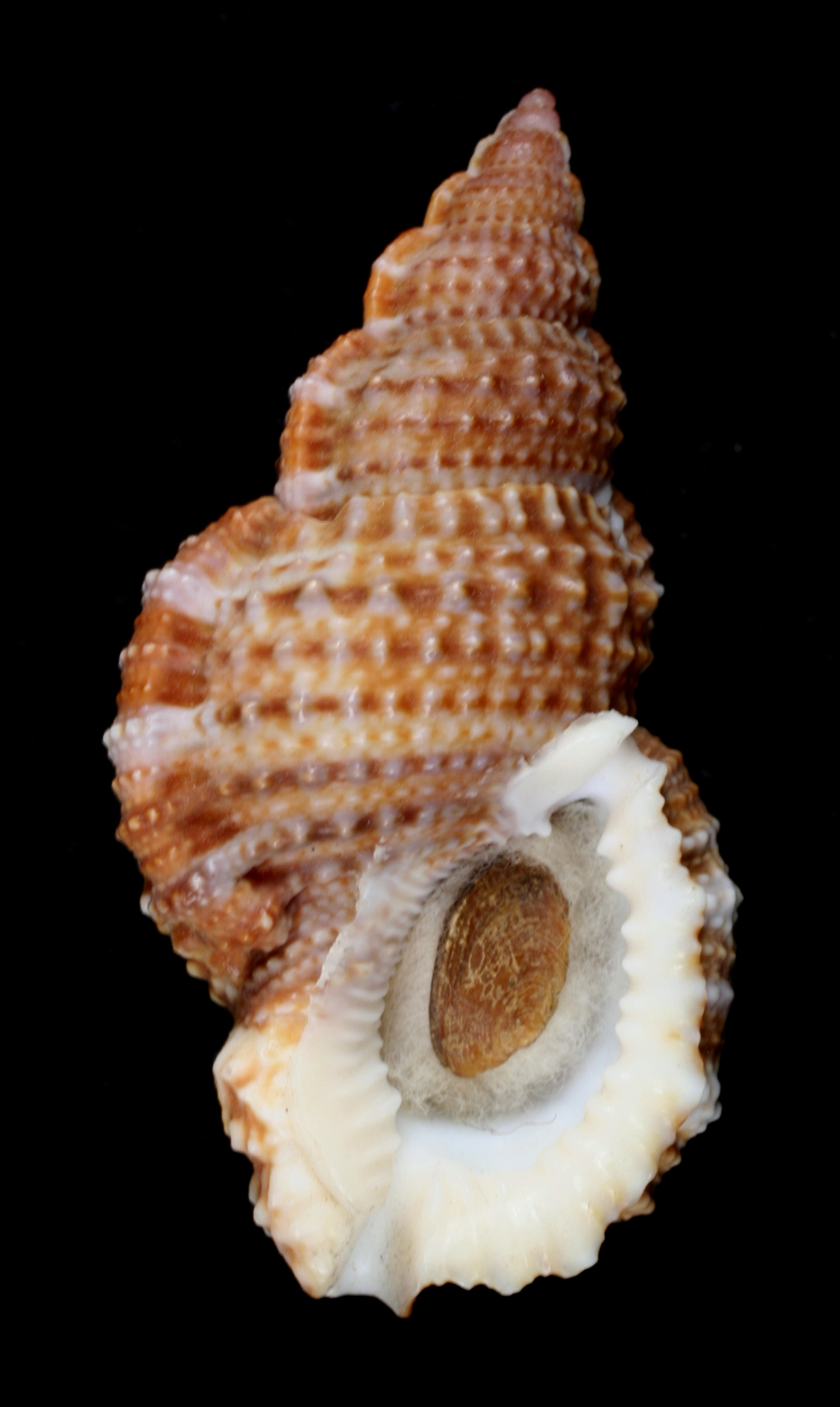
Bursa granularis
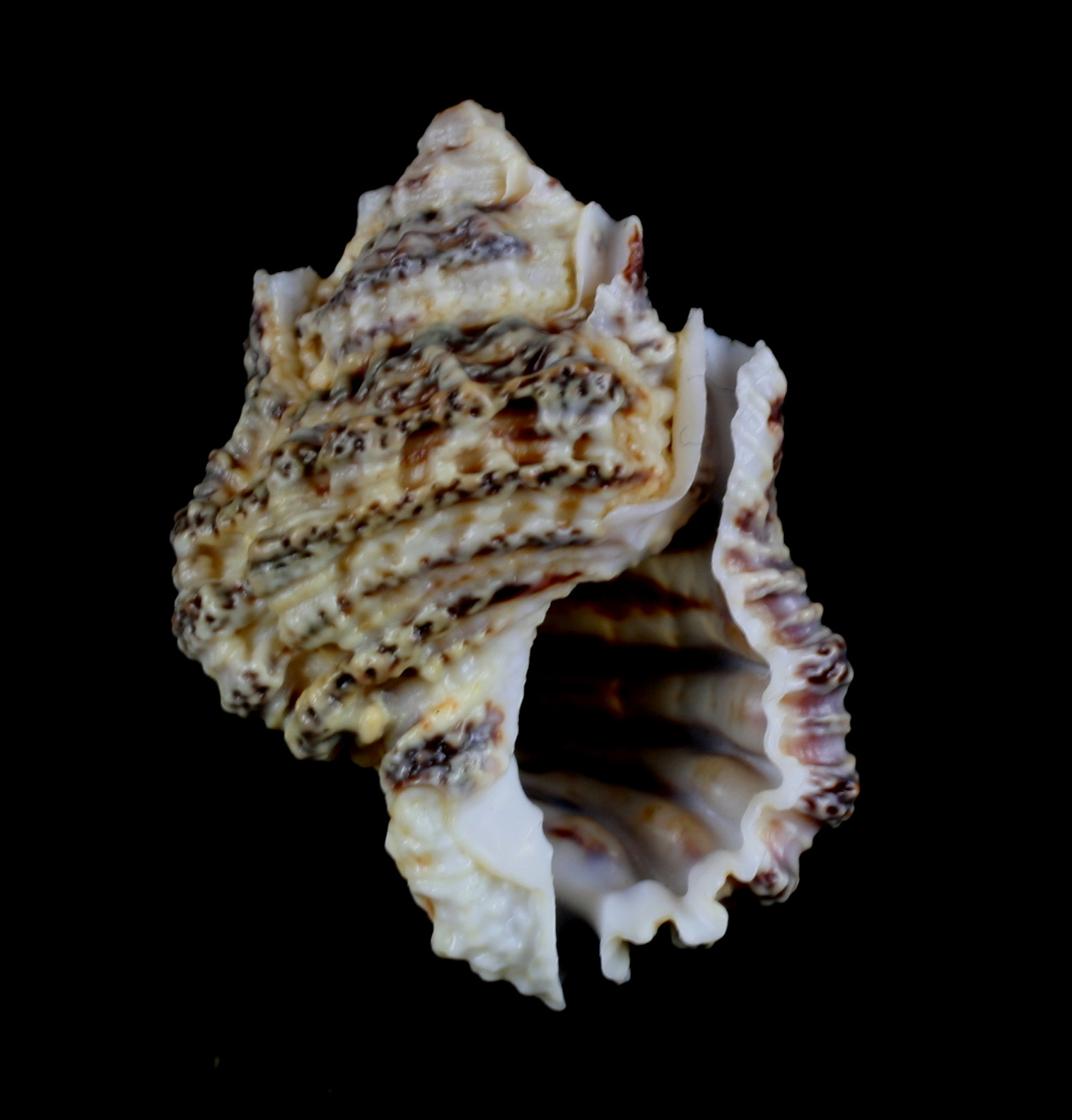
Bursa grayana
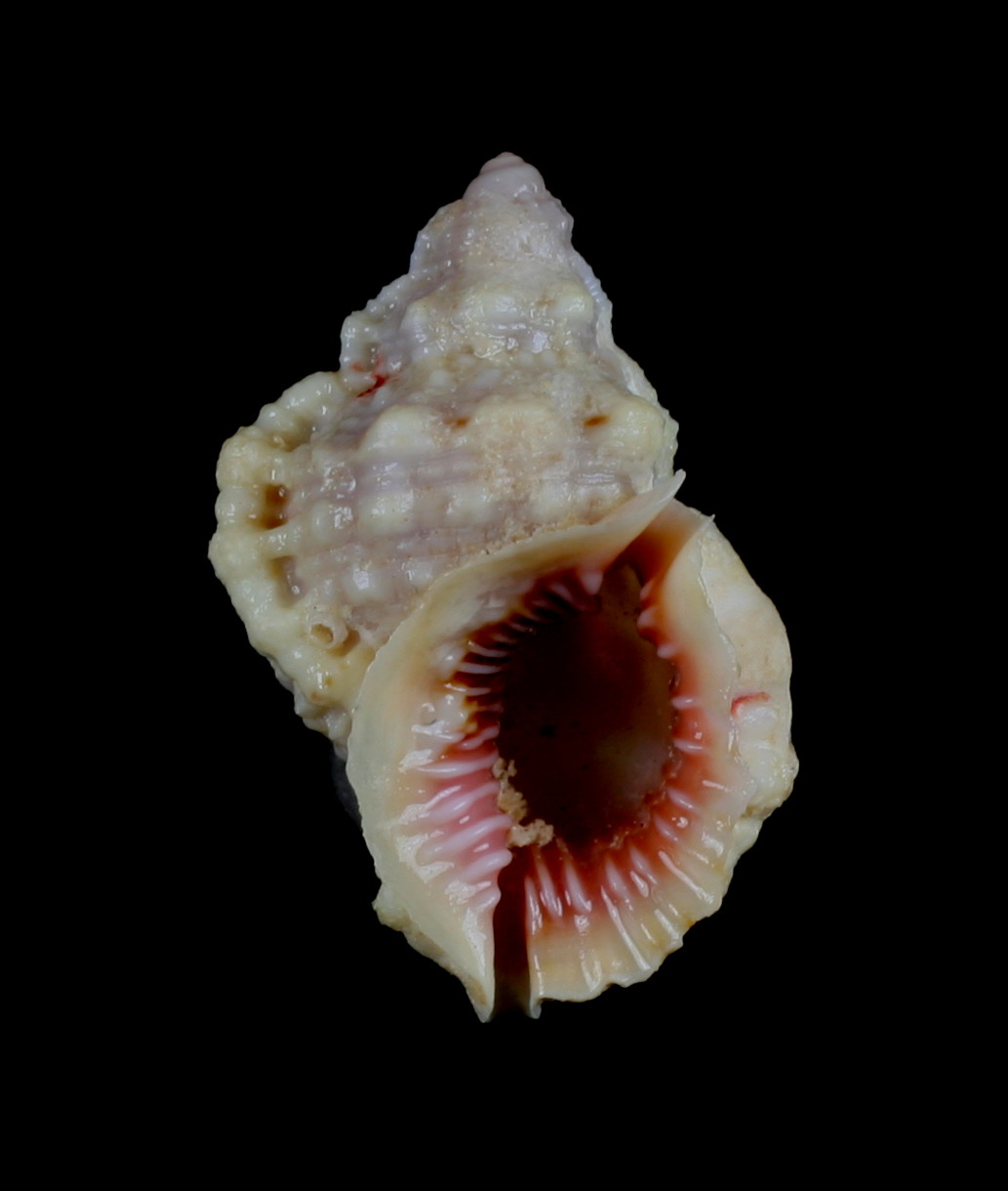
Bursa lamarckii
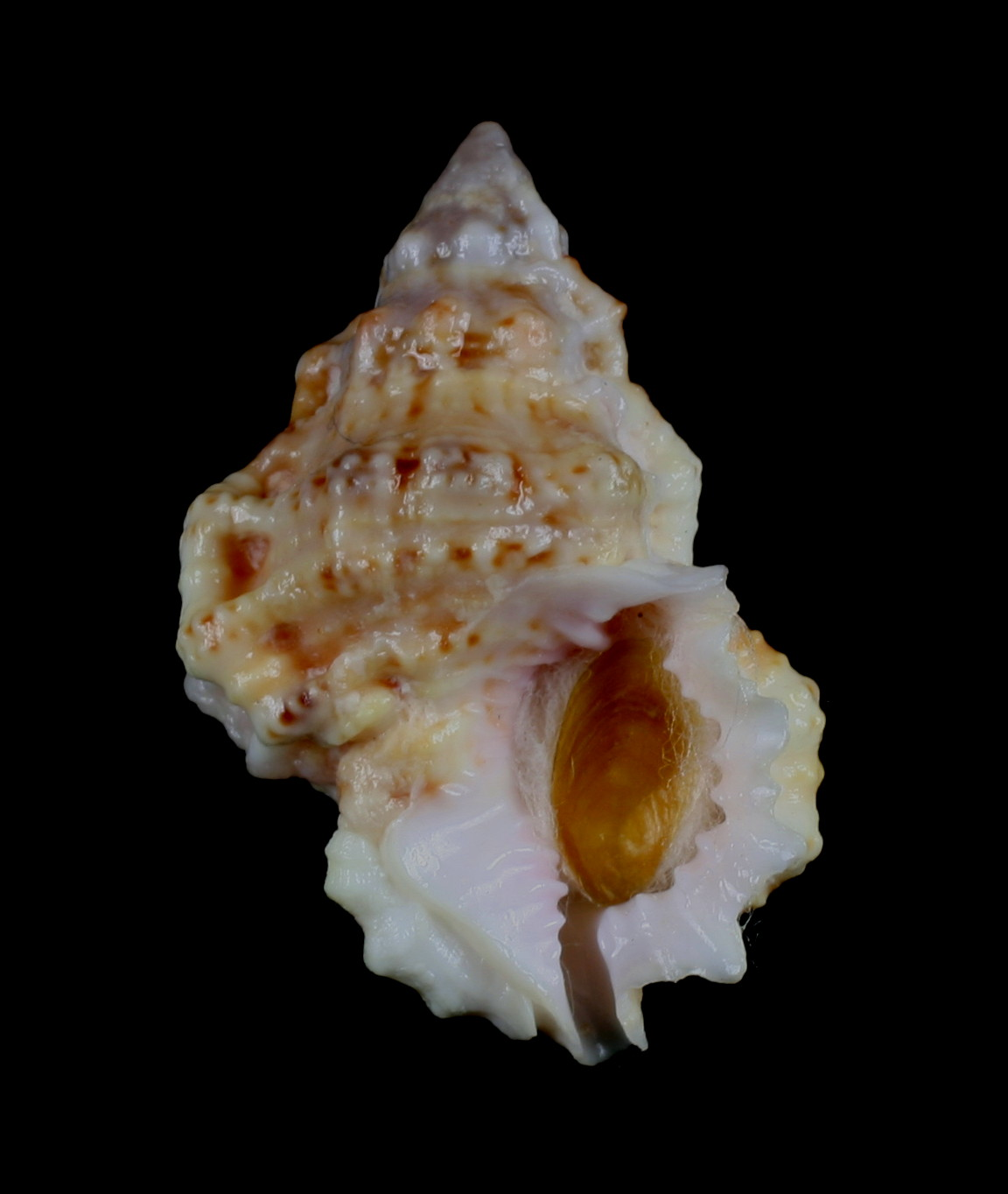
Bursa rhodostoma
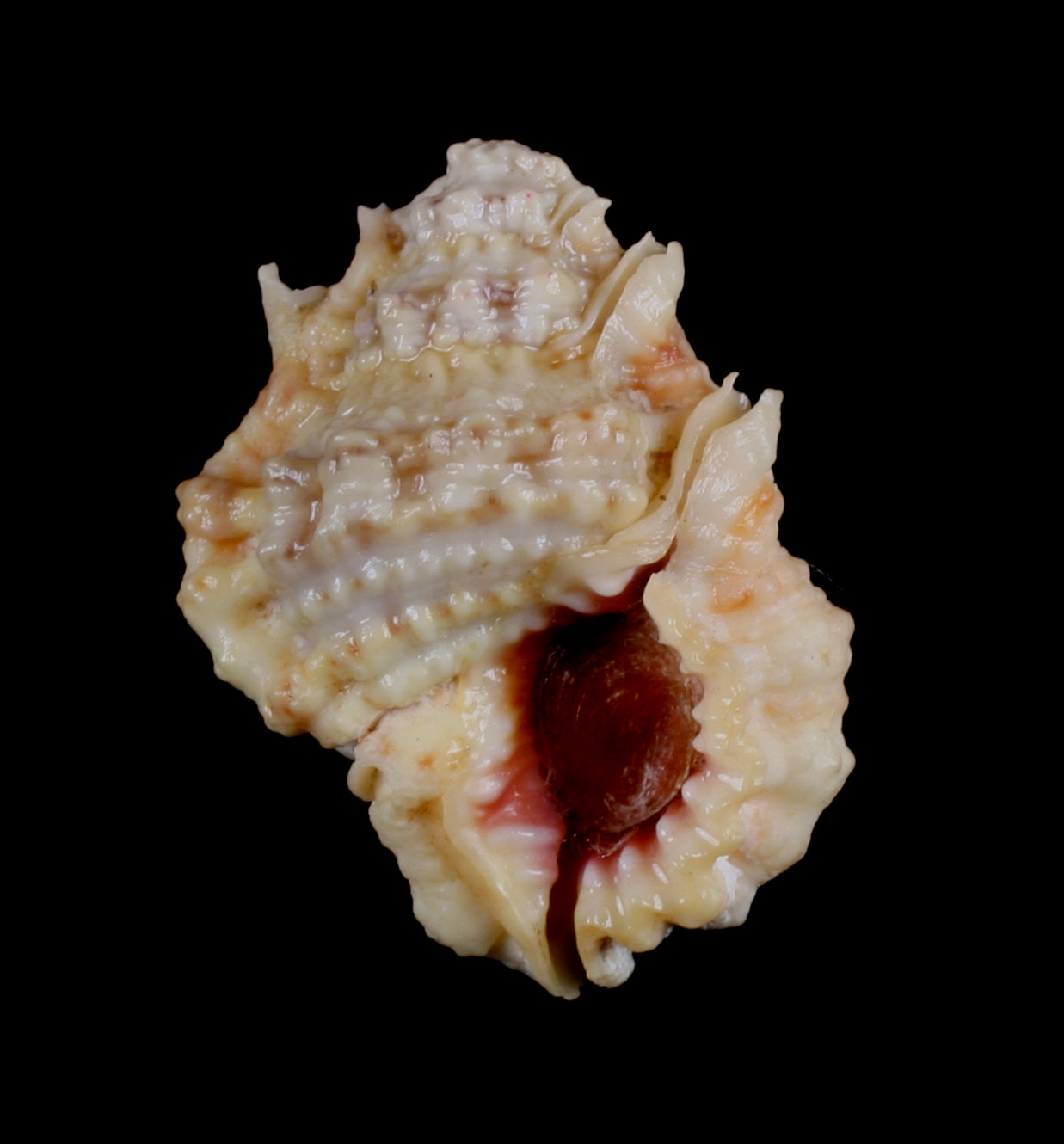
Bursa rosa
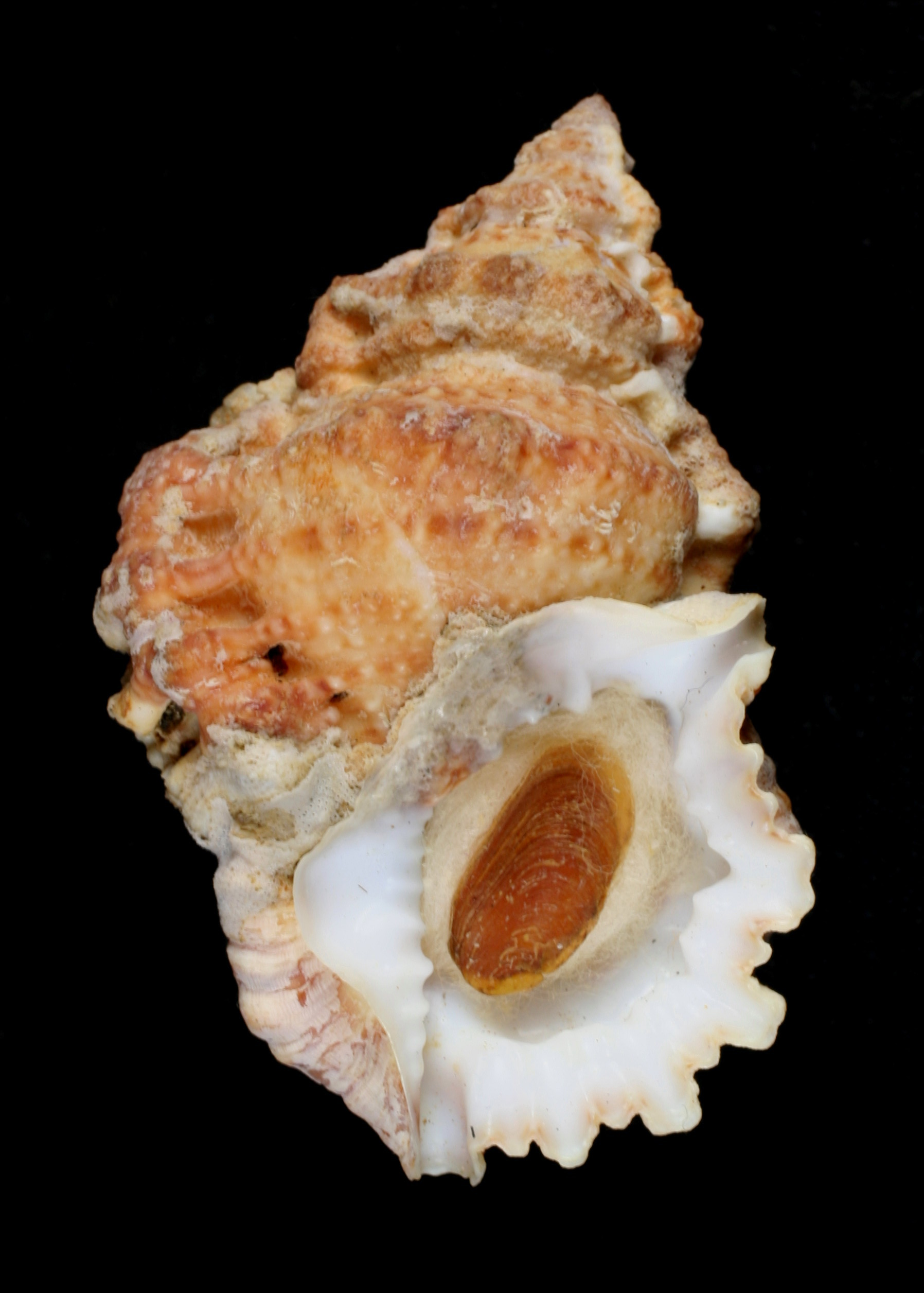
Bursa rugosa
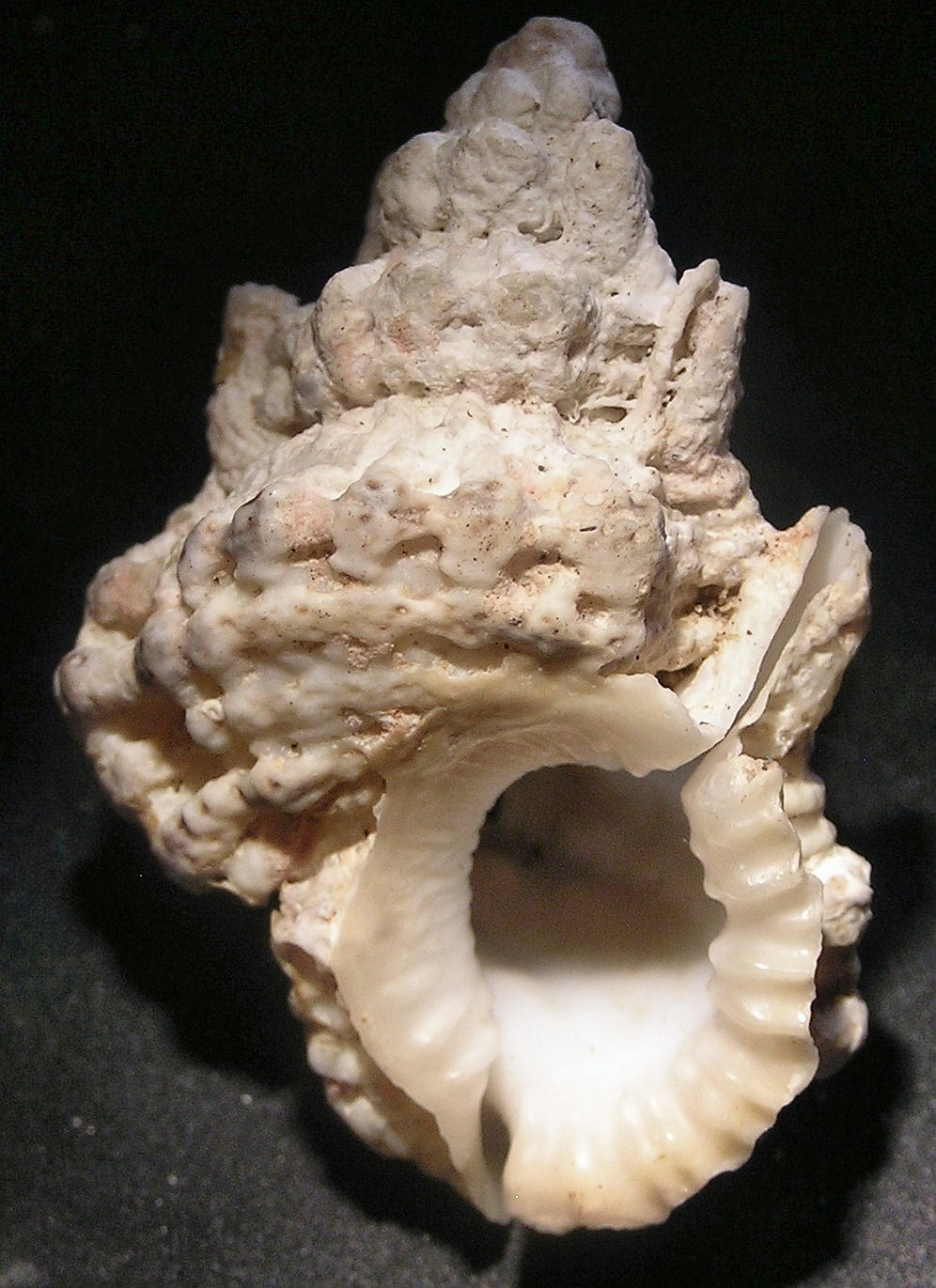
Bursa tuberosissima
Bursa lamarckii